# Comitê Militar Revolucionário

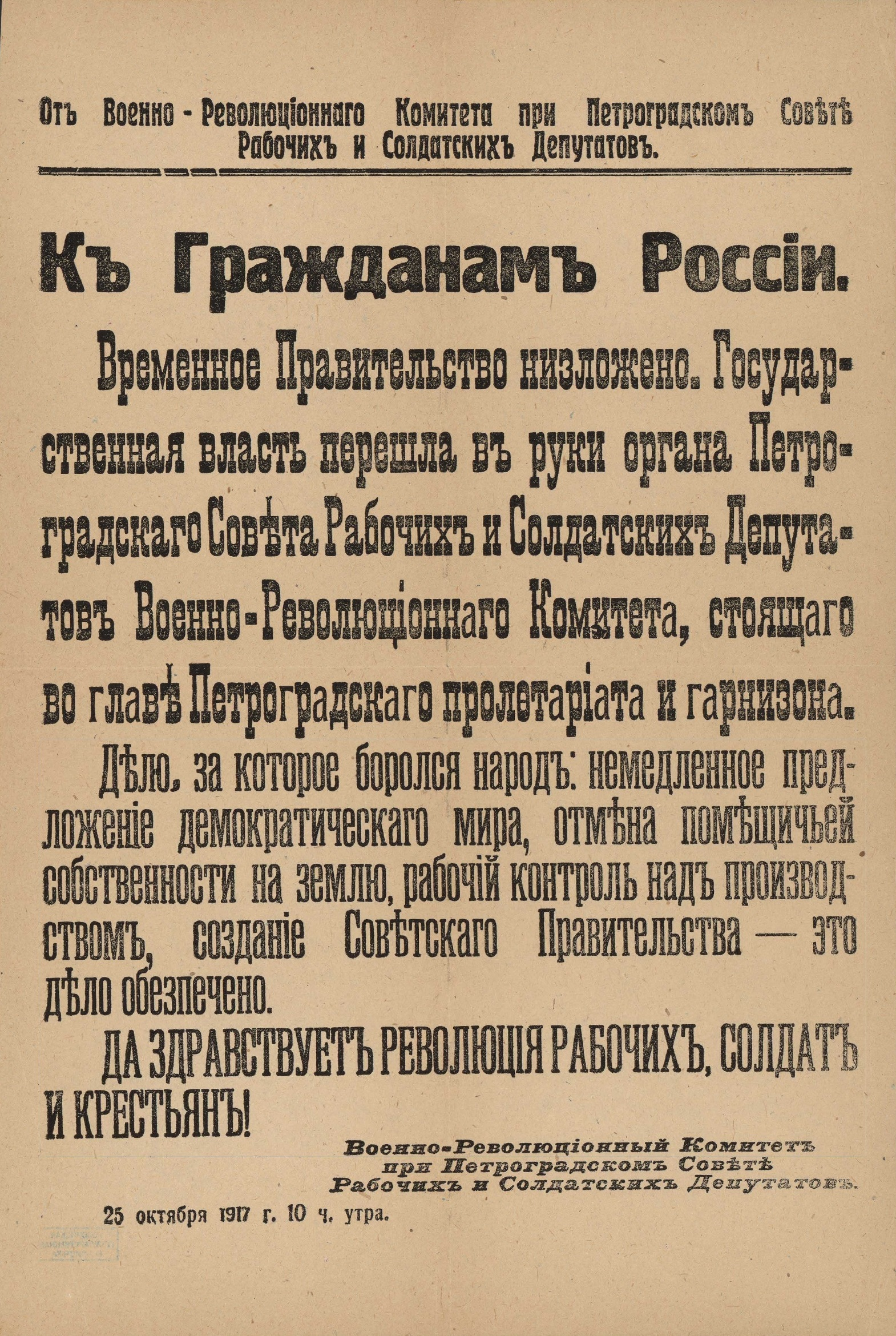
Fac-símile do Comitê Militar Revolucionário de Petrogrado proclamando a dissolução do Governo Provisório Russo

O Comitê Militar Revolucionário (em russo:  Военно-революционный комитет; Voyennо-revolyutsionny komitet; CMR) foi uma série de órgãos militares criados pelas organizações do Partido Bolchevique sob os sovietes em preparação para a Revolução de Outubro (outubro de 1917 – março de 1918). Os comitês eram poderosos corpos dirigentes de revolta, instalando e protegendo o poder soviético. Eles executaram um papel de órgãos extraordinários provisórios do poder do proletariado.
Os mais notáveis foram os do Soviete de Petrogrado, o Soviete de Moscou e o Stavka. O Comitê Militar Revolucionário de Petrogrado foi criado em 29 de outubro (Calend. antigo 16 de outubro) de 1917.

## Criação
A ideia da organização do centro de revolta e batalha armada é de Lenin. Em sua carta "O Marxismo e a Insurreição" dirigida ao Comitê Central do PCUS em setembro de 1917, colocando na agenda a tarefa de preparar uma revolta armada escreveu:
| “ | E para tratar a revolta de maneira marxista, isto é, como uma arte, ao mesmo tempo, sem perder um momento, devemos organizar a sede dos grupos insurgentes... | ” |

A decisão do Comitê Central do PCUS de 23 e 29 de outubro de 1917 sobre a preparação aprimorada para a revolta armada acelerou a criação de órgãos de insurreição nos níveis central e local. O CMR foi eleito por representantes do partido dos bolcheviques, dos sovietes, comitês de fábrica ou de soldado, Organizações Militares Bolcheviques (Voyenka), da Guarda Vermelha e de outros. Os comitês eram de vários níveis, como o governo, cidades, municípios, distritos, o volost; enquanto no Exército estavam as linhas de frente, o exército, o corpo, a divisão e o regimento. Em ocasiões, as funções do Comitê Militar Revolucionário foram realizadas por comitês revolucionários. Os comitês militares revolucionários não eram uniformes em termos de composição social e partidária, porém a maioria deles era predominantemente representada pelos bolcheviques.
A primeira sede do levante armado tornou-se o Comitê Militar Revolucionário de Petrogrado que foi criado pelo Soviete de Petrogrado em 25 de outubro de 1917. Antes de um momento vitorioso do levante em Petrogrado, havia mais de 40 Comitês Militares Revolucionários no país, cuja principal atividade era a preparação militar e técnica para a próxima revolta.

## Lista de comitês militares revolucionários
Durante o "avanço triunfante do poder soviético", houve um estabelecimento em massa de CMRs. Muitos CMRs apareceram por iniciativa dos delegados chegados do II Congresso dos Sovietes de Toda a Rússia. Grandes esquadrões de comissários, emissários, agitadores foram enviado às regiões de vários países pelo CMR de Petrogrado pela liderança do Comitê Central do PCUS. O Partido Bolchevique compôs os comitês de organizadores experientes.
| Data de criação | Nome                       | Chefe (composição)                                                                                         | Notas                                                    |
| --------------- | -------------------------- | --- | -------------------------------------------------------- |
| 29 de outubro   | CMR de Petrogrado          | Pavel Lazimir (Presidente), Andrei Bubnov, Moisei Uritski, Yakov Sverdlov, Félix Dzerjinsky, Josef Stalin) |                                                          |
| 31 de outubro   | 12º Exército do CMR        | Ya. Cherin (Karl Gailis, Janis Krumins)                                                                    | Até 8 de novembro de 1917 existiram ilegalmente em Cēsis |
| 4 de novembro   | CMR da Estônia             | I.Rabchinsky (Jaan Anvelt, Viktor Kingissepp)                                                              |                                                          |
| 4 de novembro   | CMR de Pskov               | Vasili Panyushkin                                                                                          | Frente do Norte (a partir de 8 de novembro de 1917)      |
| 7 de novembro   | CMR de Moscou              | |                                                          |
| 7 de novembro   | Voronezh revkom            | A.Moiseyev                                                                                                 |                                                          |
| November 8      | CMR de Ryazan              | A.Syromyatnikov                                                                                            |                                                          |
| 9 de novembro   | CMR de Minsk               | Aleksandr Myasnikyan (Moisei Kalmanovich, Vilhelms Vilis Knoriņš, Kārlis Landers)                          | Frente Ocidental e região noroeste (posteriormente)      |
| 9 de novembro   | CMR de Samara              | Valerian Kuybyshev                                                                                         |                                                          |
| 9 de novembro   | Tula revkom                | Grigory Kaminsky                                                                                           |                                                          |
| 10 de novembro  | CMR de Tom                 | Aleksei Belenets                                                                                           |                                                          |
| 11 de novembro  | CMR de Kiev                | Leonid Pyatakov (Andriy Ivanov, Volodymyr Zatonsky, Oleksandr Horvits)                                     | Recriado como Kiev revkom em 28 de janeiro de 1918       |
| 11 de novembro  | Smolensk revkom            | S.Ioffe |                                                          |
| 21 de novembro  | CMR de Dagestan            | Ullubi Buinaksky                                                                                           |                                                          |
| 27 de novembro  | CMR de Oremburgo           | Samuil Tsvilling                                                                                           |                                                          |
| 1º de dezembro  | CMR da Frente do Sudoeste  | G.Razzhivin (Vasili Kikvidze)                                                                              |                                                          |
| 15 de dezembro  | CMR da Frente Romena       | Pyotr Baranov (Aleksandr Krusser, Vladimir Yudovsky)                                                       |                                                          |
| 20 de dezembro  | CMR de Barnau              | (Matvei Tsaplin)                                                                                           |                                                          |
| 23 de dezembro  | CMR de Kharkov             | Comrade Artyom (Valery Mezhlauk, Moisei Rukhimovich)                                                       |                                                          |
| ???             | CMR de Yekaterinoslav      | Nikolai Krestinski                                                                                         |                                                          |
| ???             | CMR de Vinnitsa            | Nikolai Tarnogrodsky                                                                                       |                                                          |
| ???             | CMR de Odessa              | Vladimir Yudovsky                                                                                          |                                                          |
| ???             | CMR de Shuya               | Mikhail Frunze                                                                                             |                                                          |
| ???             | CMR de Simferopol          | Jānis Miller                                                                                               |                                                          |
| 29 de dezembro  | Sevastopol revkom          | Jānis Daumanis (Yuri Gaven)                                                                                |                                                          |
| Janeiro         | Astrakhan revkom           | Mina Aristov                                                                                               |                                                          |
| 10 de janeiro   | CMR do Exército do Cáucaso | Grigory Korganov (Boris Sheboldayev)                                                                       |                                                          |
| 23 de janeiro   | CMR de Don                 | Fyodor Podtyolkov (Mikhail Krivoshlykov)                                                                   |                                                          |
| 30 de janeiro   | CMR de Kuban, Mar Negro    | Yan Poluyan                                                                                                |                                                          |
| 2 de março      | CMR de Semirechye          | Pavel Vinogradov                                                                                           |                                                          |

## Influência
Nas semanas que se seguiram à insurreição de outubro, os comitês militares revolucionários baseados no CMR de Petrogrado foram criados em todos os outros sovietes e ajudaram a consolidar o controle bolchevique. Esses outros CMRs foram formados por locais, mas os agentes do CMR de Petrogrado frequentemente estavam em posições para dar conselhos ou liderar. No final de outubro de 1917, representantes do CMR de Petrogrado estavam em tarefas em pelo menos quarenta e quatro cidades, assim como 113 unidades militares em toda a Rússia, Turquestão e o Cáucaso.